# طواف فلاندرز 1989
طواف فلاندرز 1989 (بالفرنسية: Tour des Flandres 1989)‏ هو سباق دراجات هوائية، وهو الموسم الثالث والسبعين من طواف فلاندرز، وأقيم في 2 أبريل 1989 ضمن سباقات كأس العالم لسباق الدراجات على الطريق 1989 ‏، وشارك فيه  170 متسابقاً ووصل إلى نهايته  77 متسابقاً.
فاز بالمركز الأول Edwig Van Hooydonck ‏، وبالمركز الثاني هيرمان فريزون، وبالمركز الثالث داغ أوتو لوريتزن.

## الفرق
| فرق دراجات محترفة (20)- Superconfex - Histor–Sigma ‏ - 7-Eleven (cycling team) ‏ - Ariostea (cycling team) ‏ - Artiach (cycling team) ‏ - اسبلندور ‏ - AD Renting (cycling team) ‏ - Helvetia–La Suisse ‏ - TVM (cycling team) ‏ - PDM (cycling team) ‏ - Crédit Agricole (cycling team) ‏ - Fagor (cycling team, 1985–1989) ‏ - RMO (cycling team) ‏ - Chateau d'Ax (cycling team) ‏ - Weinmann (cycling team) ‏ - Malvor–Bottecchia ‏ - Lotto-Vlaanderen-Jong-Mbk-Merckx - Collstrop (cycling team) ‏ - La Vie Claire ‏ - Système U (cycling team) ‏ |  |
| |  |

## التصنيف العام النهائي
| التصنيف العام | التصنيف العام        | التصنيف العام    | التصنيف العام | التصنيف العام |
| العداء        | العداء               | الفريق           | الوقت         |               |
| ------------- | -------------------- | ---------------- | ------------- | ------------- |
| 1             | Edwig Van Hooydonck ‏ | Superconfex-Yoko | 7 س 01 د 00 ث |               |
|               |                      |                  |               |               |
|               |                      |                  |               |               |